# Isola di McClintock
L'isola di McClintock (in russo: Остров Мак-Клинтока, ostrov Mak-Klintoka) è un'isola russa nell'Oceano Artico che fa parte dell'arcipelago della Terra di Francesco Giuseppe.

## Geografia
L'isola di McClintock si trova nella parte sud della Terra di Francesco Giuseppe; ha una forma vagamente quadrata con una lunghezza massima di circa 33 km; la superficie è di 612 km²; la sua altezza massima è di 521 m s.l.m.
Il territorio è quasi totalmente ghiacciato; fanno eccezione alcune cime montuose e alcune zone costiere come capo Dillon a sud-ovest, capo Brünn nel canale di Negri, e una striscia di terra compresa tra capo Bergen e capo Greely nel nord-est.
Il canale di Negri la separa dall'isola di Hall a est; 2 km circa a nord si trova l'isola di Alger; a ovest, oltre lo stretto di Aberdare, si trova l'isola di Brady; a sud, poco lontano dalla costa, si trovano le isole di Borisjak e le isole di Ljuriki; sempre a sud ma a circa 3 km, si trova invece l'isola di Aagaard.

## Storia
L'isola è stata così chiamata, nel 1874, dalla spedizione Tegetthoff in onore dell'esploratore irlandese Francis Leopold McClintock.

## Isole adiacenti
- Isola di Alger (Остров Алджер, ostrov Aldžer), a nord.
- Isola di Hall (Остров Галля, ostrov Gallja) a est.
- Isola di Brady (Остров Брейди, ostrov Brejdi) a ovest.
- Isole di Borisjak (Островa Борисякa, ostrova Borisjaka) a sud.
- Isole di Ljuriki (Островa Люрики, ostrova Ljuriki) a sud.
- Isola di Aagaard (Остров Огoрд, ostrov Ogord) a sud.